# William Speirs Bruce
William Speirs Bruce (ur. 1 sierpnia 1867 w Londynie, zm. 28 października 1921 w Edynburgu) – szkocki naturalista, polarnik i oceanograf, który w latach 1902–1904 zorganizował i poprowadził Szkocką Wyprawę Antarktyczną (SWA) na Orkady Południowe i Morze Weddella. Jednym z osiągnięć tej wyprawy było utworzenie na Laurie pierwszej całorocznej stacji meteorologicznej. Bruce założył również Szkockie Laboratorium Oceanograficzne, jednak jego plany przemarszu transkontynentalnego przez biegun południowy zarzucono ze względu na brak zainteresowania i wsparcia finansowego.
W roku 1892 Bruce porzucił studia medyczne na Uniwersytecie Edynburskim i przyłączył się jako asystent naukowy do wyprawy „Dundee Whaling Expedition” na Antarktydę. Później wziął udział w wyprawach na Arktykę na Nową Ziemię, Spitsbergen i Ziemię Franciszka Józefa. W roku 1899 Bruce, jako najbardziej doświadczony polarnik brytyjski, starał się o udział w wyprawie odkrywczej Roberta Falcona Scotta, jednak przeciągający się brak decyzji w tej sprawie oraz spory z ówczesnym prezydentem Royal Geographical Society (RGS), sir Clementsem Makhamem, doprowadziły do tego, że Bruce zorganizował w końcu własną ekspedycję, co wywołało długotrwałą niechęć do niego w brytyjskich kręgach geograficznych. Chociaż Bruce otrzymał wiele różnych nagród za swój wkład w badania polarnicze, w tym tytuł doctor honoris causa Uniwersytetu Aberdeen, ani on, ani jego współpracownicy ze Szkockiej Wyprawy Antarktycznej nie uzyskali nigdy rekomendacji RGS do prestiżowego Medalu Polarnego.
W latach 1907–1920 Bruce odbył wiele podróży w rejony arktyczne w celach naukowych i komercyjnych. Niepowodzenia w zorganizowaniu dużej wyprawy na skalę Szkockiej Wyprawy Antarktycznej przypisuje się temu, iż miał wielu wrogów wśród ludzi wpływowych, nie umiał zdobyć sobie potrzebnego poparcia, obnosił się też ze swym szkockim nacjonalizmem. Do roku 1919 znacznemu pogorszeniu uległ stan jego zdrowia. Po kilku pobytach w szpitalu zmarł w roku 1921. Po śmierci został całkowicie zapomniany. W ostatnich latach, w związku z setną rocznicą Szkockiej Wyprawy Antarktycznej, doceniono jego wkład i udział w naukowych wyprawach polarnych.